# Средства массовой информации Беларуси

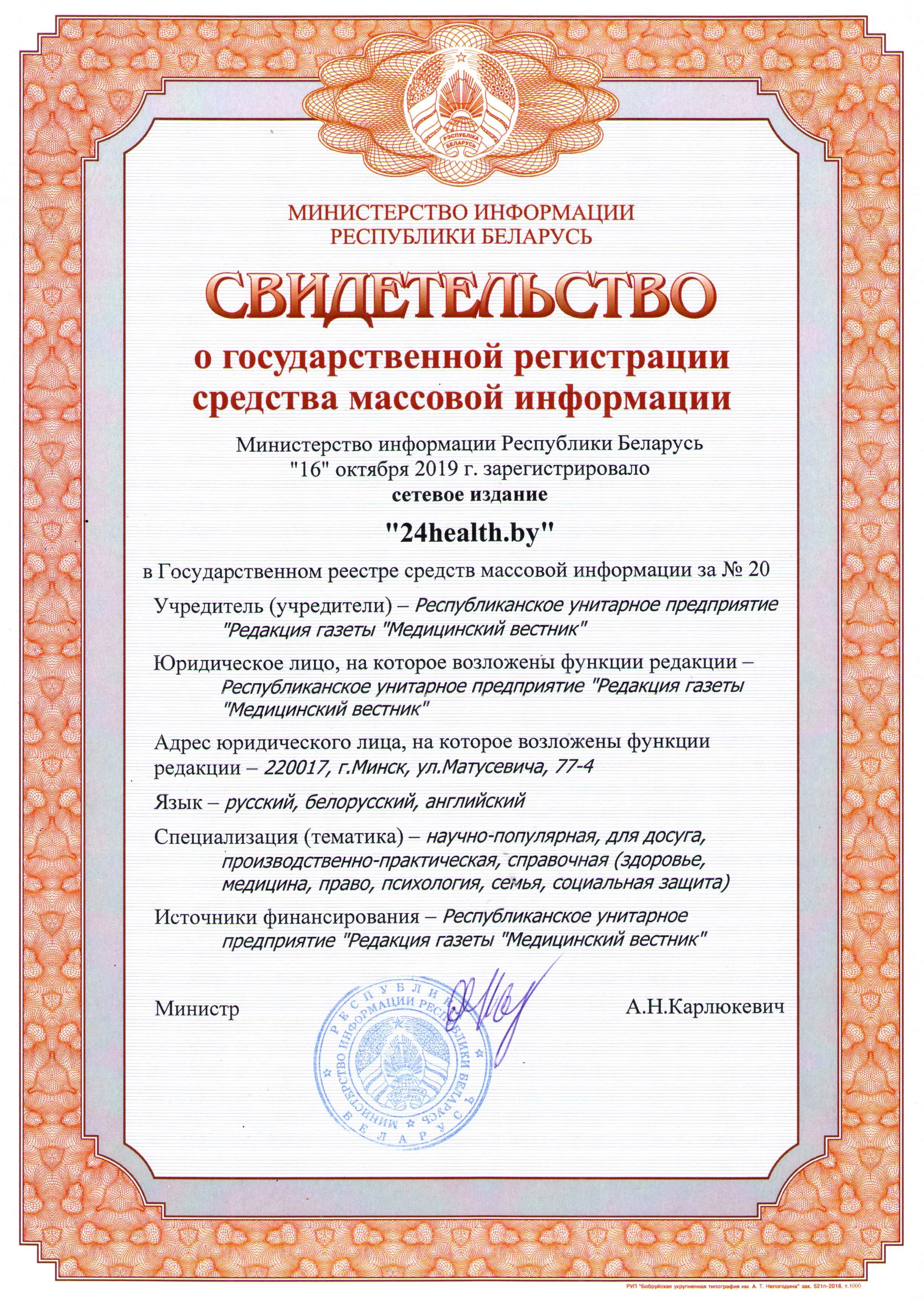
Пример свидетельства о регистрации СМИ, которое позволяет вести просветительскую деятельность

Средства массовой информации Беларуси (бел. Сродкі масавай інфармацыі Беларусі) — форма периодического распространения массовой информации с использованием печати, вещания теле- или радиопрограммы, глобальной компьютерной сети Интернет, а также сетевое издание как форма распространения массовой информации с использованием глобальной компьютерной сети Интернет.

## Общая информация
Отношения в сфере массовой информации регулируются законодательством о средствах массовой информации, международными договорами Республики Беларусь, а также международно-правовыми актами, составляющими право Евразийского экономического союза.
Законодательство о средствах массовой информации основывается на Конституции Республики Беларусь и состоит из Закона Республики Беларусь «О средствах массовой информации» и иных актов законодательства.
Республиканским органом государственного управления в сфере массовой информации является Министерство информации.
По данным Министерство информации на 1 марта 2023 года в Беларуси насчитывается:
- 955 печатных СМИ, в том числе 375 газет, 565 журналов, 14 бюллетеней, 1 каталог, 0 альманахов
- 189 электронных СМИ
- 42 сетевых изданий
- 7 информационных агентств

В Государственный реестр распространителей продукции печатных СМИ включены 458 юридических лиц и индивидуальных предпринимателей.
В Государственный реестр распространителей продукции телевизионных и радиовещательных СМИ включены 184 юридических лиц и индивидуальных предпринимателей.
Пресса издаётся на белорусском, русском и других языках.
Самым тиражным периодическим изданием является газета «Советская Белоруссия», выходит пять раз в неделю. Тираж 190 тыс. экз. (апрель 2019 г.) Общий разовый тираж газеты «Вечерний Минск» составил 107 тыс. экз., «Звязда» — 14,8 тыс. экз. (декабрь 2019 г.), газеты «Рэспубліка» — 28 тыс. экз., «Сельской газеты» — 19,476 экз., «Народная газеты» — 26 тыс. экз., «7 дней» — 37,1 тыс. экз., «Знамя юности» — 25,7 тыс. экз.
Общий разовый тираж государственной местной печати (136 областных, городских, районных и объединённых газет) составляет 869,4 тыс. экз., в том числе по областям: Брестская — 163,1, Витебская — 175,3, Гомельская — 141,1, Гродненская — 108,7, Минская — 160, Могилёвская — 121,2 тыс. экз.
Также в Беларуси функционируют 103 программы телевещания и 176 программ радиовещания.
Две трети из общего числа печатных периодических изданий, телерадиокомпаний, информационных агентств имеют частную форму собственности.

## Собственность
В отличие от других постсоветских государств после распада Советского Союза в начале 1990-х годов, Беларусь оставила государственный контроль и собственность над большинством национальных СМИ. Основная инфраструктура радио и телевидения Беларуси находится в ведении Национальной государственной телерадиокомпании, действовавшей в советское время. В его состав входят пять белорусских тематических телеканалов (Беларусь 1, Беларусь 2, Беларусь 3, Беларусь 5, Беларусь 24) и лицензионная версия российского канала НТВ.

## Интернет
По данным некоторых исследований, около половины белорусов узнают новости преимущественно из Интернета. СМИ в этом сегменте представлены как непосредственно Интернет-порталами, так и электронными версиями печатных изданий и телеканалов. Крупнейшими информационными Интернет-порталами Беларуси являются: БелТА, БелНовости, СБ. Беларусь сегодня, АТН, Onliner, Sputnik и др.
Также, в последнее время, набрали популярность кросс-платформенные СМИ, представленные в основном в различных социальных сетях (YouTube, Telegram и др.).

## Телевидение
Здесь приведён неполный список самых популярных каналов Беларуси:
- Беларусь 1
- Беларусь 2
- Беларусь 3
- Беларусь 24
- Беларусь 5
- Беларусь 4. Гомель
- Беларусь 4. Могилёв
- Беларусь 4. Витебск
- Беларусь 4. Брест
- Беларусь 4. Гродно
- +ТВ
- НТВ-Беларусь
- ОНТ
- СТВ (Беларусь)
- РТР-Беларусь
- Мир
- Восьмой Канал
- ТВ-3 International (Беларусь)
- Поставы ТВ
- МКТВ (Молодечно)
- ВТВ
- БелБизнесЧенел
- Скиф ТВ
- RU.TV Беларусь
- Дома ТВ
- БелМузТВ
- Первый музыкальный
- ТНТ-International (Беларусь)
- Europa Plus TV

## Радиостанции
- Первый Национальный канал Белорусского радио (вещает на УКВ и FM)
- Канал «Культура» (26 УКВ-передатчиков)
- Радиус FM (Березино, Брагин, Браслав, Минск, Солигорск)
- Радио «Сталіца» (29 УКВ — и 25 FM частот по всей Беларуси)
- Радио B.A. (Брест, Витебск, Гомель, Минск, Могилёв, Гродно)
- Радио Минск
- Радио Брест
- Радио Витебск
- Радио Гомель
- Радио Гродно
- Радио Могилёв
- Минская волна
- Легенды FM (Минск, 94,1)
- Zефир FM (Бобруйск)
- Нелли-Инфо (Мозырь)
- Молодечно FM и др.

В столице и остальных пяти областных центрах Беларуси вещает по 4 УКВ-радиостанции. В Минске вещает 26 FM-радиостанции, в Бресте −18, Витебске — 18; Гродно — 16; Гомеле — 21, Могилёве — 16.

## Печатные издания

### Общенациональные и центральные издания
- «7 Дней[фин.]» — аналитический еженедельник, основанный в январе 1990 года. Одна из популярнейших газет страны, издающаяся Белорусским телеграфным агентством (БелТА).
- «Беларуская думка» — ежемесячный общественно-политический и научно-популярный журнал, учредителем которого является Администрация Президента Беларуси, издаётся с 1991 года (на русском и белорусском языках).
- «Беларускі час» — еженедельник социальной направленности, издаётся Федерацией профсоюзов Беларуси с октября 1989 года.
- «Сельская газета» — издание для сельских жителей страны, издаётся Администрацией президента Беларуси. Основана в январе 1921 года.
- «Белорусы и рынок[бел.]» — аналитический еженедельник, основанный в ноябре 1990 года. Это первая в Беларуси частная газета, которая начала комплексно анализировать проблемы становления в стране рыночной экономики, зарождающегося бизнеса, а также поставила целью содействие развитию демократических институтов общества.
- «Друг пенсионера» — еженедельная газета для пожилых людей, издаётся с 2003 года.
- «Навука» — единственная в стране еженедельная научная информационно-аналитическая газета (учредитель — Национальная академия наук Беларуси и Государственный комитет по науке и технологиям), выходит на русском и белорусском языке.
- «Звязда» — ежедневная газета на белорусском языке, издаётся с 1917 г. (до 1925 г. выходила на русском языке).
- «Знамя Юности» — популярная молодёжная газета, издаётся с апреля 1938 года.
- «Комсомольская правда» в Беларуси
- «Мінская праўда» — еженедельная газета, основанная 1 ноября 1950 года постановлением Бюро ЦК КПБ как орган Минского обкома и горкома КПБ, областного и городского Советов депутатов трудящихся. До этого крупнейший регион республики не имел своего печатного органа, функции его выполняла газета «Звязда». Сначала «Минская правда» выходила на белорусском языке, с 1990 г. — на белорусском и русском.
- «Літаратура і мастацтва» — еженедельная газета творческой интеллигенции Беларуси, издаётся с 1932 года Издательским домом «Звязда».
- «Народная газета» — еженедельная общественно-политическая газета, приложение к газете «Советская Белоруссия», издаётся с 1990 г. (на русском и белорусском языках)
- «Настаўніцкая газета[бел.]» — специализированное издание для педагогов, выходит с 20 декабря 1945 года на белорусском языке.
- «Наша слова», издаётся с 1990 года, сейчас в городе Лида, распространяется на территории всей страны.
- «Переходный возраст» — газета для подростков, выходит с 1994 года.
- «Планета», журнал о мировой политике.
- «Рэспубліка» — ежедневная общественно-политическая газета, издаётся с 1991 г. (на белорусском и русском языках), официальное издание Совета Министров Беларуси.
- «Советская Белоруссия» («Беларусь сегодня») — самая массовая ежедневная общественно-политическая газета страны, выходящая тиражом более 400 тысяч экземпляров. Издаётся с 1927 г.; до 1937 г. носила название «Рабочий»; в настоящее время выходит под брендом — «СБ-Беларусь Сегодня» (на русском языке).
- «Экономическая газета» — финансово-экономическое издание, направленное на специалистов в сфере финансов, реальной экономики, менеджмента, основано в 1992 году, выходит два раза в неделю.
- «Вечерний Минск» — информационно-аналитическое издание, выходит 1 раз в неделю.

### Местные издания
- «Адзінства» (г. Борисов)
- «Авангард» (г. Буда-Кошелёво)
- «Бабруйскае жыццё» (г. Бобруйск)
- «Бярэзінская панарама» (г. Березино)
- «Брестский калейдоскоп»
- «Брестский вестник»
- «Вечерний Бобруйск[тарашк.]»
- «Вечерний Брест»
- «Вечерний Гомель»
- «Вечерний Гродно»
- «Вечерний Минск[англ.]»
- «Витебские вести»
- «Віцьбічы»
- «Веснік Глыбоччыны» (г. Глубокое)
- «Голас Веткаўшчыны», город Ветка. Районная газета. Статьи и публикации на русском и белорусском языке. Издаётся с 20 мая 1931 года. Награждена Почётной грамотой Верховного Совета БССР. Выходила под названиями "Сталінская праўда (Сталинская правда), «Пад Ленінскім сцягам» (Под Ленинским флагом), «Перамога Кастрычніка» (Победа Октября).
- «Гомельские ведомости»
- «Гомельская праўда»
- «Гродзенская праўда»
- «Добрушскі край» (г. Добруш)
- «Жыццё Палесся» (г. Мозырь)
- «Заря», Брестская областная газета
- «Зара над Сожам», г. п. Корма. Районная газета, Гомельская область. На русском и белорусском языках. Издаётся с 15 января 1932 года. Награждена Почётной грамотой Национального собрания Республики Беларусь.
- «Наш Край» (г. Барановичи)
- «Новы Дзень» (г. Жлобин)
- «Лунiнецкiя навiны» (г. Лунинец)
- «Савецкае Палессе» (г. Ганцевичи)
- «Гарадоцкі веснік» (г. Городок)
- «Слуцкi Край» (г. Слуцк)
- «Коммерческий курьер» (г. Бобруйск)
- «Лоеўскі край» (г. п. Лоев)
- «Маяк» (Гомельский район)
- «Маяк» (г. Берёза)
- «Маяк Палесся» (г. п. Брагин)
- «Магілёўская праўда»
- «Молодечненская газета» (г. Молодечно)
- «Народны голас» (г. Ельск)
- «Навіны Палесся» (г. Столин)
- «Новае Палессе» (г. Житковичи)
- «Нясвіжскія навіны» (г. Несвиж)
- «Петрыкаўскія навіны» (г. Петриков)
- «Прыпяцкая праўда» (г. Наровля)
- «Региональная газета» (г. Молодечно)
- «Свабоднае слова» (г. Рогачёв)
- «Светлае жыццё», г. Лельчицы. Районная газета, издаётся с 1931 года. Начала издаваться под названием «Калгаснік на варце», современное название с 1965 года.
- «Светлагорскія навіны» (г. Светлогорск)
- «Слонімскі Веснік» (г. Слоним)
- «Светлы шлях» (г. Сморгонь)
- «Навіны Камянеччыны», город Каменец, районная газета; начала издаваться с 3 июля 1945 года под названием «Іскра», а позже — «Ленінец». В 1991 году приобрела современное название. Выходит на белорусском языке.
- «Хойніцкія навіны» (г. Хойники)
- «Чечерский вестник» (г. Чечерск)
- «Kraj.by» (г. Молодечно)

## Конкурсы
Национальный конкурс печатных СМИ «Залатая Літара»